# Анализ полных наблюдений

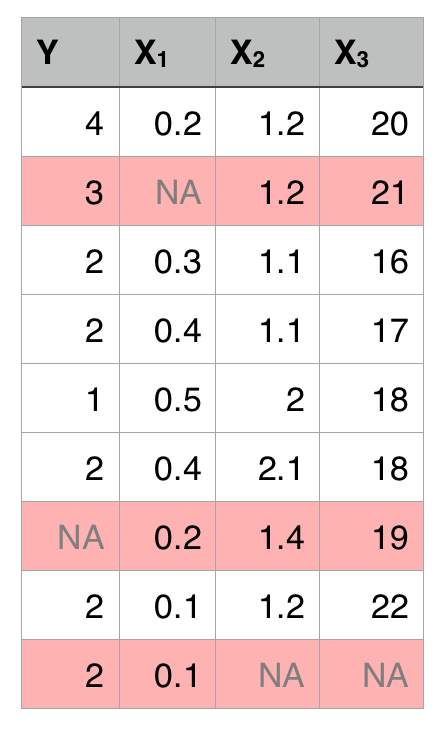
Пример анализа полных наблюдений. В ходе построения регрессии на анализ полных наблюдений будет заключаться в удалении наблюдений у которых есть пропущенные значения (NA)

Анализ полных наблюдений (англ. listwise/casewise deletion, реже англ. complete-case analysis) — статистический метод обработки пропущенных данных, основанный на удалении всех наблюдений с неполными признаковыми описаниями. Считается самым простым способом разрешения проблемы пропущенных данных. 

## Оценка регрессий при анализе полных наблюдений
Представим линейную регрессионную модель вида {\displaystyle \mathbf {Y} =\mathbf {X\beta } +\mathbf {\epsilon } }, где {\displaystyle \mathbf {Y} } — вектор целевых значений, {\displaystyle \mathbf {X} } — матрица значений независимых переменных, {\displaystyle \mathbf {\beta } } — вектор регрессионных коэффициентов, {\displaystyle \mathbf {\epsilon } } — вектор регрессионных остатков.
Пусть {\displaystyle O_{i}=1}, если i-е наблюдение имеет полное признаковое описание и {\displaystyle O_{i}=0} в противном случае — то есть {\displaystyle \mathbf {O} =\mathrm {diag} (O_{1},...,O_{n})}. Тогда модель с использованием исключительно полных наблюдений будет формулироваться следующим образом: {\displaystyle \mathbf {OY=OX\theta +O\varepsilon } }, где {\displaystyle \theta } и {\displaystyle \varepsilon } — векторы новых регрессионных коэффициентов и остатков соответственно.
МНК-оценка вектора {\displaystyle \theta } в таком случае выглядит следующим образом: {\displaystyle \mathbf {{\hat {\theta }}=\beta +(X'OX)^{-1}X'\epsilon } }.

## Ограничения метода
Анализ полных наблюдений позволяет получать несмещённые оценки при регрессионном анализе (с использованием МНК) при условии, что вероятность пропуска значения ({\displaystyle P(O_{i}=0)}) зависит от независимых переменных ({\displaystyle \mathbf {X} }), а не регрессионных остатков ({\displaystyle \mathbf {\epsilon } }). Действительно, смещённость оценок может быть связана с тем, что пропуск данных не случаен (MNAR, англ. Missing not at random). Например, респонденты отказываются отвечать на какой-то сензитивный вопрос — в таком случае в выборке останутся только те респонденты, которые (по каким-то причинам) склонны отвечать на вопросы определённого типа. Данное условие может не выполняться в двух случаях:
- Невключение какой-то значимой переменной (omitted variable).
- Неверная спецификация одной из независимых переменных (то есть включённая переменная некорректно отражает другую, «истинную»)[2].

Кроме того, вероятность пропуска может быть связана и с откликом ({\displaystyle \mathbf {Y} }). Помимо этого условия несмещённости, определённого для «истинной» линейной регрессионной модели, большую роль играет корректность выбора функциональной формы зависимости между независимой и зависимой переменными. Эти допущения зачастую не работают в социальных науках: верная спецификация моделей и точная функциональная форма редко бывают доподлинно известны.
Использование методики анализа полных наблюдений приводит к уменьшению размера исследуемой выборки, что также создаёт проблемы. Это сокращает статистическую мощность критериев, которые могут применяться на данных. Кроме того, метод может привести к получению неэффективных оценок, если удаление наблюдений значительно сократит объясняемую дисперсию.

## Сравнение с другими методами
В случаях, когда изложенные недостатки и ограничения анализа полных наблюдений имеют место, прибегают к альтернативным, более сложным методам обработки пропущенных данных: попарное удаление пропущенных наблюдений (англ. pairwise deletion), введение дамми на пропуск, а также множественная импутация (англ. multiple imputation). Литтл и Рубин отмечали, что анализ полных наблюдений приводит к потере неоправданного объёма дисперсии, если статистический метод подразумевает исследование одной переменной (например, нахождение среднего значения), ведь в таком случае из выборки будут исключены даже те наблюдения, у которых значения в этой переменной не пропущены, и рекомендовали для таких случаев простую замену — анализ доступных значений.
Тем не менее, в ряде случаев анализ полных наблюдений может обладать преимуществами по сравнению с более сложными альтернативами.
Анализ полных наблюдений широко используется в анализе «intent-to-treat», широко распространённом в экономике образования, где средний эффект от вмешательства на полных наблюдениях сравнивается с эффектом, рассчитанным с включением наблюдений с неполными признаковыми описаниями.

## В статистических пакетах
- В SPSS использование методики анализа полных наблюдений при корреляционном, регрессионном и других типах статистического анализа осуществляется посредством включения подкоманды /MISSING=LISTWISE в синтаксис применяемой функции[10].
- В Stata[англ.] при построении регрессий, корреляционных и ковариационных матриц по умолчанию удаляются наблюдения с пропущенными значениями[11].
- В R есть несколько способов применения анализа полных наблюдений: стандартные функции na.omit(), complete.cases() и параметр na.rm = TRUE, «механически» удаляющие наблюдения с пропущенными значениями переменных[12], а также функция ld() для матричных объектов из пакета (библиотеки) ForImp[13].